# (24532) Csabakiss
(24532) Csabakiss est un astéroïde de la ceinture principale.

## Description
(24532) Csabakiss est un astéroïde de la ceinture principale. Il fut découvert le 1er février 2001 à la station Anderson Mesa par le programme LONEOS. Il présente une orbite caractérisée par un demi-grand axe de 2,57 UA, une excentricité de 0,10 et une inclinaison de 2,8° par rapport à l'écliptique.

## Compléments